# ハーフェズ
ハージャ・シャムスッディーン・ムハンマド・イブン・バハーウッディーン・ハーフィズィ・シーラーズィー（ペルシア語: خواجه شمس‌الدین محمد بن بهاءالدّین حافظ شیرازی、Khwāja Shams al-Dīn Muḥammad Ḥāfiẓ-i Shīrāzī、1325/1326年 - 1389/1390年）、通称ハーフェズ（またはハーフィズ）は、イランの詩人。「ハーフィズ」(Hafiz/Ḥāfiẓ)は古典的な読み方、「ハーフェズ」(Hafez)は現代ペルシア語的な読み方であり、世界的にはどちらも広く用いられている。日本では、黒柳恒男訳『ハーフェズ詩集』（東洋文庫）以降、「ハーフェズ」で定着した感がある。
後に編纂された『ハーフェズ詩集』は、東西の文化に影響を与え、ゲーテは晩年、ハーフェズの詩に感銘を受け、『西東詩集』を綴った。ハーフェズの詩についてゲーテは「ハーフェズの詩を理解するには 魂まで一汗かく必要がある」と語ったという。恋と酒と自然の美などを主題とした作品が多く、民衆に広く愛され、現代でも「コーランなくとも各家庭にはハーフェズ詩集あり」とまで言われている。また、詩集を用いた「ハーフェズ占い」なるものも存在し、街中でおみくじのように売られていたり、各家庭では冬至の夜にこの占いをする。西暦10月12日（イラン暦メフル月20日）は「ハーフェズ記念日」とされている。

## 呼び名
詩人の名前について、ムスリム名は「シャムソッディーン・モハンマド（Šams-al-Din Moḥammad）」、雅号は「ハーフェズ（Ḥāfeẓ）」という。この点に関して異説はない。「ハーフェズ」には「イスラーム教の聖典クルアーンの全114章をすべて暗誦できる者」の意味があり、それと同時に「美声でクルアーンを朗誦する者」の意味もある。詩人は事実としてクルアーン暗記者であったのかもしれないし、あるいは、作品の中にクルアーンの章句を想起させるフレーズが横溢しているがためにこの名前で呼ばれたのかもしれない。いずれにせよこの雅号は、詩人の敬虔さと、非凡な記憶力を有していたことを印象付ける。
ハーフェズの100年ほど前に生きた同郷の詩人サアディーが「シェイフ」の敬称で呼ばれるのに対し、ハーフェズは「ハージャ」の敬称で呼ばれる。ハーフェズは同時代人にも「ハージャ」と呼ばれており、また、この単語を用いて自分自身に言及する箇所がある作品もある。後世の人には、尊敬を込めて「不可思議の舌」（lesān-al-ḡayb）、「神秘の翻訳者」（tarjomān al-asrār）とも呼ばれた。

## 生涯

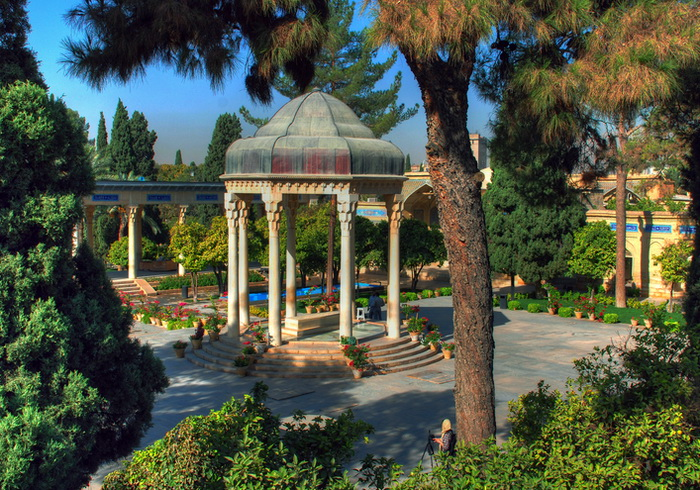
シーラーズにあるハーフェズ廟

ペルシア語文化圏で編集される詩歌アンソロジーには「タズキラ」と呼ばれる、その詩を詠んだ詩人の略伝が付される場合がある。後代の詩歌アンソロジーに収録されたハーフェズ詩に付されるタズキラには、詩人の生涯について、いろいろなアネクドートが書かれているのであるが、欧米におけるペルシア文学研究の礎を築いたE・G・ブラウンによれば「それらはすべて虚構と言っていい」。ハーフェズの生涯に関しては、文献学的に確証があるといえる情報がほとんどない。
伝統的に、ハーフェズの生涯を再構成する際に根拠とされてきた情報源は、詩人の作品それ自体である。文献学上は、これに加えて「ゴルアンダーム序文」（後述）が比較的重視される。
詩人の近親者については、父親の名前を「エスファハーン出身のバハーオッディーン」（Bahāʾ-al-Din from Esfahān）と伝える写本と、「トゥーイーセルカーン出身のキャマーロッディーン」（Kamāl-al-Din from Tuyserkān）と伝える写本があるが、どちらも信頼性が低い。また、ハーフェズには少なくとも1人の息子がいたようである。ただしその根拠は作品の中だけにしかない。
詩人の生年については諸説あり、伝統的には1326年とされるが、ハーフェズ研究で名高いガーセム・ガニーは1317年説、代表的なペルシア語ペルシア文化研究者モハンマド・モイーンは1315年説を採る。岡田(1997)は1317, 1320, 1326年説を列挙、佐々木(2005)は1326年説を紹介している。没年は1390年ごろとされる。
ハーフェズは、シーラーズに生まれ、同地で亡くなった。サアディーが青年期にシーラーズを出て諸国を遊学したのと対照的に、ハーフェズはシーラーズの町を愛し、生涯ほとんどこの町を離れることがなかった。イスラーム世界の歴史の中でハーフェズが生きた時代は、モンゴルの侵入とティムール朝の侵入のはざまの時代であって政治的に不安定な時代であったが、文化的には実りの多い時代であった。この時代にはハーフェズのほかにもイブン・ハルドゥーンが重要な著作を著述している。イランにおいては、各地に凄絶な破壊をもたらしたモンゴルの襲撃後100年近くが経過し、イルハン朝のモンゴル系の支配者も、フレグ以来9代を数え、完全にペルシア化、イスラーム化していた。
ハーフェズはイルハン朝最後の君主アブー・サイード・バハードゥルの治世（1316年-1335年）に生まれた。アブー・サイードの死後は各地に地方政権が分立する時代になるが、シーラーズは支配者が何度も入れ替わった。ハーフェズ作品には頌詩的内容の詩句を含むものがあるが、その人徳を称揚される対象となる対象者は、当時の政治的不安定さを反映して、インジュー朝のジャラーロッディーン・マスウードシャー、アブー・エスハーグ、モザッファル朝のモバーレゾッディーン・モハンマド、ジャラールッディーン・シャーショジャー、さらにジャライル朝の君主とさまざまな支配者が登場する。このうち、ハーフェズにとって最も重要だったと思われる人物は、シャーショジャーであり、ガニーによると頌詩的内容の詩句を含むカスィーダやガザル70編のうち、39編がシャーショジャーをたたえる対象である。

## 作品
ハーフェズの名は、「ガザル」と呼ばれる形式の抒情詩でよく知られる。そのほかには、学究的な散文作品もあり、「サーキーナーマ」と呼ばれるジャンルの飲酒詩もイランの古典音楽（ペルシアの伝統音楽)にとっては重要であるが、抒情詩ガザルこそがハーフェズ文学の中核であると考えられている。
ガザル詩形自体はハーフェズが発明した詩形ではなく、数百年前からアラビア語詩の世界で詠まれてきたものである。一般的にガザルは「愛」をうたうものである。ハーフェズ作品もその例にもれず主なテーマは「愛」であるといえるが、「恋愛詩人」という一般的なハーフェズのイメージにそぐわないような、世の偽善を暴露するような内容のガザル作品もある。

## 写本研究

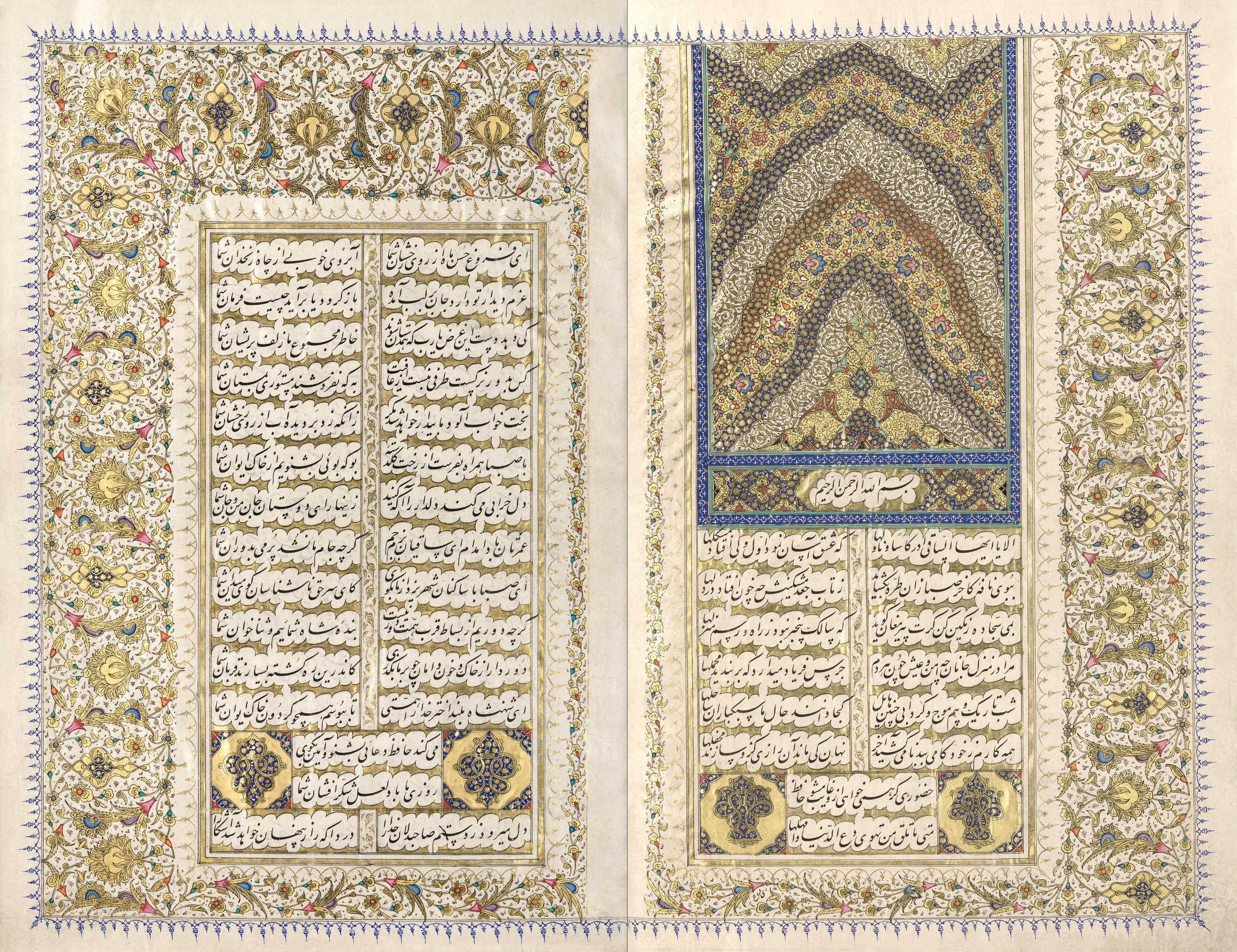
1899-1900年にテヘランでミールザー・アリーネギー・シーラーズィーにより制作されたハーフェズのディーワーン（詩集）の装飾本。大きさ26.8×18cm。イラン国立マレク図書博物館蔵。

20世紀に入ると、ハーフェズ詩のテキスト校訂がハーフェズ研究の中心になった。他の詩人については、この時点ですでに本格的な文学研究や討論に耐えうる校訂本が作られていたが、ハーフェズの場合はこうした取り組みの開始時期が、比較的遅くなった。理由は、ハーフェズ詩の中心がマスナヴィーやカスィーダといった長詩系の形式でなく短詩系の形式であったこと、詩人の活躍時期からさほど離れていない時代に多数の写本が作られており写本の系統付けが難しいことなどがあるが、最大の理由は、ハーフェズがペルシア文化を象徴する存在であるため手が出しにくいという点にあったとされる。
ハーフェズの「ディーワーン」（詩集）には知られているだけで1000種の異本があり、底本作りは困難を極める。そもそも各異本の「オリジナル」が歴史的に存在したのかどうかも不明である。ハーフェズ自身がヒジュラ暦770年（西暦1368年）にディーワーンを制作したと言われているが、客観的な証拠は何一つない。他方で、古いハーフェズのディーワーンの写本には「ゴルアンダーム序文」と呼ばれるものが付されているものが多数ある。これには、モハンマド・ゴルアンダーム（Moḥammad Golandām）という人物がハーフェズの没後、産み出されてそれっきりになっているハーフェズの作品をまとめたというようなことが書いてある。この序文や初期情報源（後述）の研究に基づくと、ハーフェズのディーワーンのオリジナルは、それが口承で伝わったものであるにせよ、書承で伝わったものであるにせよ、複数存在した（これらディーワーン群を以下、便宜的に「オリジナル」と呼ぶ）ということが言える。
ハーフェズのディーワーンは時代が下り、改訂を重ねれば重ねるほど収録作品の数が増える。これは詠み人知らずの作品がハーフェズの作ということになったり、単純にミスで他の詩人の作品が紛れ込んだりしたためである。上記「オリジナル」はガザル形式のものに限っても500作品ほどあったと推定される。しかしそれでも同時代のガザル詩人に比べると、ハーフェズは非常な多作家である。仮に詩人の生涯を詩作を始めてから40年とすると、平均して1箇月に1つ、ガザルを作っていたことになる。
ディーワーン以外にも、ハーフェズ作品のテキスト校訂の根拠に使える情報源はある。むしろハーフェズの場合は例外的にこちらの方が主であり、詩人の存命中からその作品は同時代のアンソロジーの中に収録されている。これら初期情報源（early sources）の一つが、デリーのスルターン・フィールーズシャー・ブン・モハンマド・ブン・トグログ（在位1351年-1388年）のために編まれた弁論術の本である（具体的な書名は Majmuʿa-ye laṭāyef o safina-ye ẓarāyef）。本編の1章がペルシアの詩人の作品紹介になっており、ハーフェズのガザル詩も127作品が引用されている。

## 神秘と陶酔

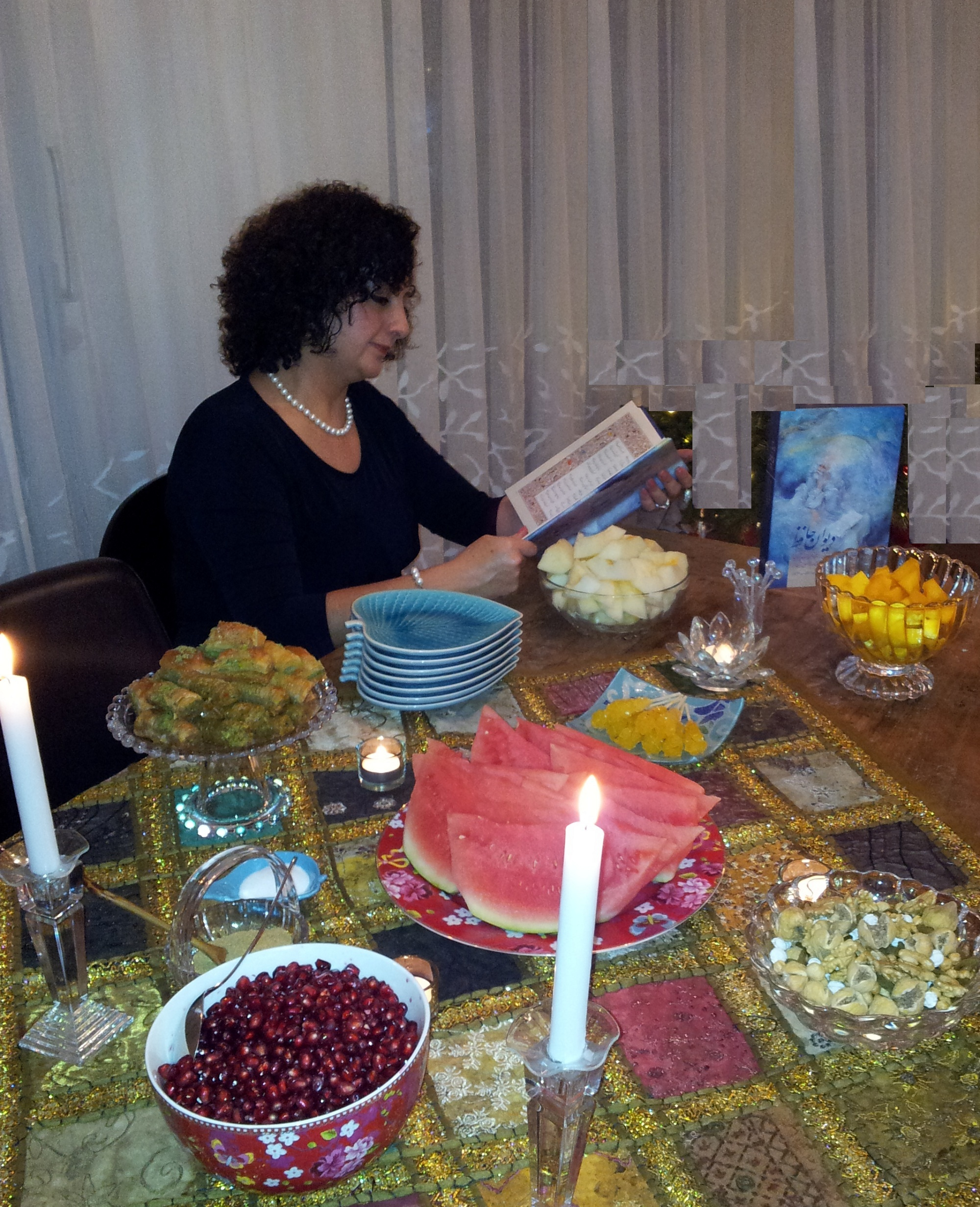
シャッベ・ヤルダーにハーフェズの詩集を読む女性

15世紀の詩人ジャーミーは、ハーフェズがスーフィーの誰かの弟子であったかどうかは定かではないが、ハーフェズ詩集はスーフィーが読むに値する最良の本であると述べた。近現代の学者の間でも、ハーフェズがなにがしかのスーフィー教団に属していたかどうかという点については意見が分かれる。しかし、ハーフェズを神秘主義思想家（ʿāref）とみなす者は多い。ハーフェズの抒情詩は暗示に富み、詩中にあらわれる「酒」「罪」「音楽」「喜悦」といった言葉が、慎重に選び抜かれた超越的存在のシンボルと解されたり、グノーシス主義的観点から解釈されたりしてきた。イラン・ペルシア文学者の岡田恵美子は、ハーフェズの抒情詩が一見耽美的に見えても、その真意は「神秘主義の陶酔境を巧みな比喩をもって表現したもの」であると述べた。
現代イランでは、ハーフェズ詩集を使った書物占いが盛んである。この占いは、ハーフェズ詩集を手に取り、適当なところでページを繰る手を止めて、そのページに書かれている対句から隠された意味を読み取ろうとするものである。イランの民間では、冬至の夜（シャッベ・ヤルダー）の過ごし方としてとても人気のあるのがこのハーフェズ占いである。民間伝承によると、冬至の夜は最低3回、この占いをしないとハーフェズが怒ると言われている。

## 日本語文献
- 『ハーフィズ詩集』黒柳恒男訳、平凡社東洋文庫、1976年。ISBN 4582802990
- 『ハーフィズ抒情詩集』黒柳恒男訳、大学書林、1988年。ISBN 4475023564
- 嶋本隆光『イスラームの神秘主義　ハーフェズの智慧』京都大学学術出版会〈学術選書〉、2014年